# 锥花鼠刺
锥花鼠刺（学名：Itea thorelii），为虎耳草科鼠刺属下的一个植物种。